# Face à la bande
Pour les articles homonymes, voir FLB.
Face à la bande (FLB) est un jeu télévisé de type panel game (en) présenté par Jérémy Michalak.
L'émission est entièrement conçue et produite par la société La Grosse Équipe, co-gérée par Jérémy Michalak.

## Description
Elle est diffusée sur France 2 à partir du 28 juillet 2014 (avec une interruption de deux semaines en août 2014), du lundi au vendredi vers 18 h. Diffusée pendant 45 minutes à partir de 17 h 55 ou 18 h, l'émission fait à la fois partie du pré-access[Quoi ?] (18 h-19 h) et de la fin de l'after-school (17 h-18 h 30).
Elle est diffusée avant les deux émissions N'oubliez pas les paroles !, présentées par Nagui, qui se succèdent en access[Quoi ?] (19 h-20 h). 
Le 22 novembre 2014, France 2 décide de laisser courir l'émission Face à la bande jusqu'à « la fin de l'année »[style à revoir], après quoi elle serait remplacée en janvier 2015 par un autre jeu de culture générale, Joker[réf. nécessaire]. Cette émission aurait déjà quadruplé l'audience d'une chaîne turque[évasif] et serait présentée par Olivier Minne, qui a déjà présenté Fort Boyard et Pyramide avec succès l'été précédent.
Face à la bande s'arrête juste avant Noël 2014. Pyramide qui prend la relève entre les deux émissions, comme le site Ozap.com l'avait annoncé.
Selon Europe 1, l'audience était certes en augmentation, mais la part d'audience restait sous l'objectif de 6 %, en raison de la pause après 5 mois de diffusion.
L'animateur-producteur confirme ce constat, mais souligne que l'objectif de 4 % sur les ménagères de moins de 50 ans (la seule cible vraiment intéressante pour les annonceurs publicitaires) est dépassé, avec des pointes autour des 6 %.

## Concept
Il s'agit d'une émission permettant d'élargir sa culture générale tout en s'amusant et en gagnant de l'argent.
Le principe de l'émission est de faire participer les téléspectateurs-internautes à l'émission: ils doivent vaincre, en posant des questions de culture générale, une équipe de cinq personnalités composée, entre autres, de journalistes, d'humoristes, d'écrivains et de comédiens, surnommée « la bande ».
Les téléspectateurs peuvent soumettre des questions à la production de l'émission via le site Web de l'émission, ainsi que, jusqu'au 3 novembre 2014, essayer de deviner ce que représentent les différentes images mystères proposées sur le même site. Ils ajoutent également une photo de profil Web et quelques informations personnelles. La production sélectionne ensuite les questions qu'elle juge peu évidentes (et particulièrement intéressantes/« service public » et/ou amusantes, etc).
Cinq ou six fois pendant l'émission (selon le temps mis à répondre aux questions), l'animateur fait défiler sur l'écran géant les photos de profil Web, sur 4 colonnes, et l'ordinateur choisit aléatoirement un alignement de 4 photos. Parmi celles-ci, les membres de la bande choisissent tour à tour une photo de téléspectateur ayant posé une question.
La bande dispose alors de 4 minutes pour essayer de trouver la bonne réponse. Si la réflexion s'enlise, ne progresse plus, l'animateur dévoile des indices au fur et à mesure, trois au maximum.
Si, malgré tout, la bande échoue à trouver la bonne réponse, le téléspectateur qui a posé cette question remporte 300 euros.
Mais si la bande réussit à répondre correctement, les 300 € s’ajoutent à la cagnotte, qui peut être remportée à la fin de chaque émission par un téléspectateur, tiré au sort, si celui-ci découvre ce qui se cache derrière une des images mystères soumises aux téléspectateurs via le même site Web de l'émission ou, à partir du 4 novembre 2014, si le téléspectateur tiré au sort parvient à coller la bande à l'aide de sa "Question finale".
À la fin de chaque question, résolue ou non, l'animateur donne la bonne réponse, dévoile la signification des indices et donne le contexte de cette question.
Chaque téléspectateur peut poser plusieurs questions et son nombre de passages dans l'émission est indiqué chaque fois qu'une de ses questions est sélectionnée.
L'émission est novatrice au sens où elle s'adresse à des téléspectateurs-internautes, qui participent activement à la substance de l'émission par leurs questions, soumises via Internet et posées au cours de l'émission. L'émission s'appuie donc aussi sur les réseaux sociaux tels que Twitter et Facebook.

## Présentation / La Bande
L'émission est présentée par Jérémy Michalak.
Cinq personnalités par émission, choisies parmi les personnes suivantes, font face à celui-ci (et, virtuellement, aux téléspectateurs, d'où le titre de l'émission), en tant que membres de « la bande », :
- Francesca Antoniotti, participante de la quatrième saison de Star Academy, animatrice de télévision
- Valérie Bègue, Miss France 2008, actrice et animatrice de télévision
- Michèle Bernier, actrice
- Ariane Brodier, actrice, humoriste et animatrice de télévision
- Michel Chevalet, animateur et journaliste scientifique
- Sandrine Corman, Miss Belgique 1997, animatrice de télévision, comédienne : première participation le lundi 29 septembre 2014
- Arnaud Ducret, humoriste et acteur : première participation le lundi 8 septembre 2014
- Arnaud Gidoin, humoriste et animateur de télévision
- Philippe Gildas, animateur de télévisionet journaliste : première participation le mercredi 10 septembre 2014
- Élodie Gossuin, Miss France et Miss Europe 2001, animatrice et chroniqueuse de télévision : première participation le mardi 16 septembre 2014
- Jarry, humoriste, acteur et metteur en scène
- Julie, animatrice de radio et de télévision
- Axelle Laffont, actrice et humoriste
- Patrice Laffont, animateur de télévision et comédien : première participation le mercredi 27 août 2014
- Manu Levy, animateur de radio et de télévision
- Nelson Monfort, journaliste sportif
- Christian Morin, animateur, acteur et clarinettiste
- Nicoletta, chanteuse : première participation le jeudi 9 octobre 2014
- Florent Peyre, humoriste révélé par On n'demande qu'à en rire
- Firmine Richard, actrice : première participation le vendredi 19 septembre 2014
- Willy Rovelli, humoriste et animateur de télévision
- Eugène Saccomano, journaliste sportif
- Ahmed Sylla, humoriste révélé par On n'demande qu'à en rire
- Audrey Tinthoin, animatrice de télévision
- Caroline Vigneaux, humoriste

Dans son live tweet du vendredi 17 octobre 2014 à 19 h, organisé à l'aide d'une tweet cam (TC), à nouveau après la diffusion de l'émission, l'animateur annonce l'arrivée de Michèle Bernier, comédienne et humoriste, et de Manu Levy, animateur de radio, « du 6/9 d'NRJ » (une émission matinale humoristique), avec qui ils ont déjà tourné quelques émissions. Michèle Bernier apparaît pour la première fois dans Face à la bande lors de l'émission diffusée le mardi 4 novembre 2014 et Manu Levy dans celle diffusée le lendemain.
Lors de l'émission du 25 septembre 2014, l'animateur dévoile que "La Bande" a réussi à répondre correctement à 63% tandis que les téléspectateurs ont 37% sur le total (soit 100%) des questions posées.

## L'Image mystère/La Question finale
Les cagnottes remportées en devinant des images mystères jusqu'au lundi 3 novembre 2014 :
| Date              | Réponse (précise)                                   | Cagnotte | Total    | Moyenne  |
| ----------------- | --------------------------------------------------- | -------- | -------- | -------- |
| 27 août 2014      | Le drapeau de la Corse (bandeau du Maure)           | 13 600 € |          |          |
| 24 septembre 2014 | Pied du trophée de la Coupe du monde de football    | 19 300 € |          |          |
| 8 octobre 2014    | Une chemise de Stromae (à motif créole)             | 11 800 € |          |          |
| 24 octobre 2014   | Le mont Saint-Michel (maison zoomée sous l'abbaye)  | 16 000 € |          |          |
| 3 novembre 2014   | La Cathédrale Saint-Basile-le-Bienheureux de Moscou | 6 700 €  | 67 400 € | 13 480 € |

À partir de l'émission diffusée le mardi 4 novembre 2014, l'image mystère est remplacée par La Question finale, avec une cagnotte de départ de 300 euros, au lieu des 1 000 euros de départ pour l'image mystère.
La Question finale est une des questions de culture générale posée par un téléspectateur-internaute via le site web de l'émission, comme précédemment, mais pendant l'émission elle est posée à la bande de manière différente: chacun des cinq membres de la bande a, à tour de rôle, 15 secondes pour poser des questions à l'animateur (qui ne peut répondre que par « oui » ou par « non » et qui ne donne pas d'indice, comme dans les face-à-face) et pour lui proposer des réponses. Si, au bout des 5 x 15 secondes, la réponse n'a pas été trouvée, la bande reçoit 15 secondes supplémentaires pour trouver la réponse collectivement.
Si, au bout de cette minute et demie, la bande n'a toujours pas trouvé la réponse, le téléspectateur-internaute qui a posé la question remporte 300 euros. Sinon les 300 euros s'ajoutent à la cagnotte, qui sera remise en jeu à l'émission suivante.

## Programmation
Cette émission quotidienne est diffusée sur France 2 depuis le 28 juillet 2014, avec une interruption de deux semaines en août, et ce du lundi au vendredi peu avant 18 h.
Elle est diffusée en pré-access (18-19 h) avant les deux émissions N'oubliez pas les paroles ! présentées par Nagui.
L'émission Face à la bande est aussi en grande partie diffusée en fin d'après-midi, étant diffusée pendant 45 minutes à partir de 17 h50, 17 h55 ou 18 h00[réf. nécessaire].

## Variantes de l'émission

### Variantes appliquées

#### Le face-à-face
Lors de l'émission du 11 septembre 2014, après une nouvelle bonne réponse de Julie sans utiliser les indices, l'animateur propose de changer le nom du programme en "Face à Julie" de manière ironique et ensuite, il donne l'idée du "face-à-face" qu'il souhaite lancer dans une prochaine émission puisque l'équipe technique doit mettre en place l'idée sur le site internet.
Au cours des émissions diffusées le 19 septembre 2014 (après la troisième bonne réponse d'affilée d'Ariane Brodier) et le 23 septembre 2014 (après une bonne réponse de Julie), l'animateur rappelle l'idée d'organiser des face-à-face entre téléspectateurs et membres de la bande, les téléspectateurs choisissant le membre de la bande qu'ils veulent défier à l'aide de leur question, avec le même gain à la clé que précédemment.
Le face-à-face est organisé à l'occasion de la troisième question posée au cours de l'émission. L'ordinateur tire au sort un téléspectateur-internaute ayant choisi un membre de la bande à défier à l'aide d'une de ses questions (lorsque ce dernier a rempli le formulaire d'inscription sur le site web de l'émission). Le membre de la bande choisi par ce téléspectateur-internaute a 40 secondes pour poser des questions à l'animateur (qui ne peut répondre que par « oui » ou par « non » et qui ne donne pas d'indice) et pour lui proposer des réponses. Si, au bout des 40 secondes, le membre de la bande n'a pas trouvé la réponse, le téléspectateur-internaute qui a posé la question remporte 300 euros. Sinon les 300 euros s'ajoutent à la cagnotte.

#### «La Question Finale»
« La Question Finale » remplace l'Image Mystère en fin d'émission à partir du 4 novembre 2014.

### Possibilités de variantes

#### Un prime time
En 2014, dans une interview, l'animateur évoque son envie d'organiser une émission Face à la bande en prime time, ce qui contribuerait aussi à faire connaître l'émission par un plus large public,.

## Audiences

### Saison 1
La diffusion du jeu, enregistré début juillet 2014, commence le lundi 28 juillet 2014, après la fin de la diffusion du Tour de France 2014.
Le site newetprogrammes.over-blog.com rappelle que la case horaire était à 6-7 % du public avant le « Tour de France 2014 ».
L'émission fait un démarrage correct, avec près d'un million de téléspectateurs (943 000 téléspectateurs et 8,5 % de part d'audience précisément).
Au cours de la première semaine de diffusion, l'audience en nombre de téléspectateurs s'érode, pour se redresser légèrement le vendredi. Cependant l'audience en part de marché (part d'audience) se redresse à deux reprises. L'audience atteint une moyenne hebdomadaire de 734 000 téléspectateurs et de 7,3 % de part d'audience. Ce score est supérieur aux audiences de la saison 4 de l'émission On n'demande qu'à en rire animée par Bruno Guillon et à celui de cette case horaire l'été précédent.
L'émission est diffusée pendant 2 semaines — jusqu'au best of du lundi 11 août 2014 — puis laisse sa place aux championnats européens d'athlétisme et de natation. Le second best of est diffusée le samedi 23 août 2014.
Le vendredi 8 août 2014, à l'issue de la deuxième semaine de diffusion, l'animateur déclare : « Sur la cible des fameuses ménagères, cruciale pour la pub, on fait bien mieux qu’On n'demande qu'à en rire précédemment ».
Il déclare également que les deux premières semaines de diffusion, du 28 juillet au 8 août 2014, n'avaient pas pour but de tester l'émission, mais d'amorcer la collecte des questions auprès des téléspectateurs via le site Web de l'émission. Il déclare que le nombre de questions reçues quotidiennement est très important.
Le lundi 11 août 2014, la presse annonce que le jeu réunit en moyenne près de 700 000 téléspectateurs pour 7 % du public, un score de 20 % supérieur à celui d’On n’demande qu’à en rire après le Tour de France l’été précédent. Et qu'auprès des ménagères de moins de 50 ans, Face à la bande réalise aussi des scores en forte hausse (+70 %) avec 6,4 % de part d’audience auprès de cette population stratégique.
Après deux premières semaines de diffusion et deux semaines de pause, l'émission revient le 25 août avec un nouvel horaire (17 h 50). Les émissions diffusées jusqu'au 5 septembre ont été enregistrées en juillet et n'ont donc pas encore subi d'aménagement.
D'après différentes interviews de Jérémy Michalak et de Thierry Thuillier, le directeur des programmes de France 2, fin août 2014, le contrat prévoirait un minimum de 6 % d'audience, l'objectif de France 2 restant une audience moyenne de 10 % pour la tranche horaire de 18h à 20h (access et pré-access confondus). Le contrat court jusqu'à la Noël 2014,.
Le 26 août 2014, Thierry Thuillier déclare : « Nous avons décidé d'un certain nombre d'aménagements, qui seront visibles dans une dizaine de jours. Parmi ces aménagements : moins de bruitages et « des questions plus service public ». »,.
Les tournages de Face à la bande reprennent le lundi 25 août 2014. Ces enregistrements sont diffusés à partir du lundi 8 septembre 2014,.
Le dimanche 31 août 2014, le quotidien Le Parisien rapporte que, lors du tournage du lundi 25 août, qui doit être diffusé le lundi 8 septembre suivant, Arnaud Ducret, un nouveau membre de la bande, a « malencontreusement cassé une côte de l’animateur en faisant mine de le jeter dans le public ». La presse annonce que les tournages ont cependant continué, que M. Ducret participera à plusieurs émissions, et que ladite séance ne sera pas coupée au montage,,,.
Lors de son interview dans l'émission Les matins de Paris présentée par Paul Wermus sur France 3 Paris Île-de-France et enregistrée le mardi 2 septembre 2014, l'animateur indique que sa côte n'est que fêlée et qu'il ne va « pas mal », qu'il « survit ».
Il y fait la promo de l'émission dont question ici et ajoute qu'il aimerait produire des documentaires pour France Télévisions/France 5.
À partir du lundi 8 septembre 2014, l'émission doit faire face à un nouveau concurrent, Le Maillon faible de D8.
Le samedi 20 septembre 2014 à 12 h45, Jérémy Michalak est interviewé par l'animatrice Daphné Bürki dans l'émission Le Tube consacrée à l'actualité des médias et diffusée en clair sur Canal+. Outre la diffusion d'une vidéo décrivant son parcours professionnel, l'animateur répond aux questions de Daphné Bürki concernant Face à la bande et ses autres productions audiovisuelles. On y apprend que le contrat de Face à la bande prévoit un minimum de plus ou moins 4 % de part d'audience sur les « ménagères » et que l'émission est, « en moyenne, bien au-dessus de cet objectif ».
Le 28 octobre 2014, la page intitulée « Toutes les audiences télé du lundi 27 octobre 2014, en journée... » dans Le Blog News et Programmes Télé annonce la « deuxième meilleure audience historique, en nombre de téléspectateurs » : 778 000 téléspectateurs et 5,6 % de part d'audience. Certes, le passage à l'heure d'hiver la veille y est pour beaucoup (ce qui relativise d'ailleurs les anciens chiffres de l'access à 19 h), mais on pouvait observer une remontée certaine des audiences depuis « l'électrochoc » du 2 octobre 2014 (387 000 téléspectateurs pour 3,7 % de part d'audience).
La nécessité d'un plan B pour 2015 semblerait donc devoir s'amenuiser.
Le vendredi 21 novembre 2014, on apprend par la presse que Julien Lepers accuse Jérémy Michalak de « plagiat » de son émission Questions pour un champion sur France 3, accusation que France 2 réfute et à laquelle l'animateur-producteur répond avec humour.
Le samedi 22 novembre 2014, on apprend par la presse que France 2 a décidé de laisser courir l'émission Face à la bande jusqu'à la semaine précédant celle de la Noël, après quoi elle serait remplacée en janvier par un autre jeu, Joker (malgré les plaintes de Julien Lepers, animateur du même groupe, concernant la concurrence des jeux), émission turque ayant la réputation de faire de grosses parts d'audience et qui serait présentée par Olivier Minne, qui a déjà présenté Fort Boyard et Pyramide avec succès l'été précédent. C'est Pyramide qui devrait prendre la relève entre les deux émissions.
D'ailleurs France 2 a demandé à La Grosse Équipe de stocker le décor aux frais de la chaîne.
Selon Europe 1, les audiences en termes de téléspectateurs étaient certes en augmentation, mais la part d'audience restait sous les 6 %, raison de la pause après 5 mois de diffusion.
Apparemment, l'émission s’arrête après les fêtes de fin d’année 2014 et non pas juste avant. Cependant aucune émission a été diffusée pendant ou après les fêtes de fin d'année 2014.

## Diffusion à l'étranger
Selon l'animateur-producteur, « deux pays ont pris une option pour adapter l'émission Face à la bande dans leur territoire : les États-Unis et la Finlande ».
En 2022, il révèle qu'aucun des deux pays n'ont finalement adapté le jeu, à l'inverse de la Russie qui l'a diffusé "pendant au moins 3 saisons".

## Versions étrangères
Le format de télévision créé en Turquie a été exporté dans huit pays dans le monde. 
| Pays   | Nom de l'émission | Présentateur | Chaîne    | Première diffusion | Dernière diffusion |
| ------ | ----------------- | ------------ | --------- | ------------------ | ------------------ |
| Russie | Пятеро на одного  |              | Rossiya 1 | Mars 2017          | 2025               |
|        |                   |              |           |                    |                    |
|        |                   |              |           |                    |                    |
|        |                   |              |           |                    |                    |